# Nordnäskanalen

Nordnäskanalen är en kanal som utgör en utvidgning av Noraneälven mellan Norra Kornsjön och Mellan-Kornsjön i Dalsland och Bohuslän. Den anlades för att möjliggöra passagerartrafik mellan järnvägsstationen i Kornsjø i Norge och Mölnerud i Dalsland i Sverige. Kanalen var fyra meter bred och 115 meter lång och grävdes ut för hand av Hans Johansson från Koxeröd och Karl Andersson från Gäddvik. Som medhjälpare deltog Hans två söner Karl och August. Efter att kanalen blivit färdigställd 1898 bedrevs ångbåtstrafik på kanalen med ångbåten "Prøven" fram till unionsupplösningen 1905. Kanalen har därefter inte underhållits men är fortfarande farbar med kanot och mindre båt. Det fanns en tullstation vid kanalens norra ände.